# Foča (Doboj)
Foča (szerbül: Фоча), település Bosznia-Hercegovinában, a Szerb Köztársaság északi régiójában Doboj községben. 

## Fekvése
A település Bosznia-Hercegovina északi részén, Dobojtól légvonalban 14, közúton 21 km-re észak-északnyugatra, a Boszna-folyó bal oldali mellékvize, a Foča-folyó alsó folyása mentén, a Krnjin-hegység keleti lejtőin, 150-230 méteres magasságban található.

## Népessége
| Nemzetiségi csoport | Népesség 1991 | Népesség 2013 |
| ------------------- | ------------- | ------------- |
| Szerb               | 5             | 5             |
| Bosnyák             | 0             | 0             |
| Horvát              | 1437          | 259           |
| Jugoszláv           | 5             | 0             |
| Egyéb               | 10            | 2             |
| Összesen            | 1457          | 266           |

## Története
A közelben felárt régészeti leletek tanúsága szerint, amint azt a Foča-folyó közelében található johovaci lelőhelyen feltárt településnyomok és fazekasleletek is bizonyítják, ezen a területen már a neolitikumban is laktak emberek. Az ókorban a teljes boszniai Posavinával együtt ez a vidék is Dalmácia római provinciához tartozott. A 6. század végétől délszlávok telepedtek meg ezen a területen, mely a 9. század elejére a korai horvát állam részévé vált. A horvátok megtérítése után ez a terület Trstivica plébániához (župa) tartozott, amelynek létezését a Veliki Prnjavor területén található Szent Péter templom ásatásai bizonyítanak (a közelmúltban parasztok ásták a falakat, ősi kincsek maradványait keresve, azonban csak egy nagy kőtáblát találtak, amelyen ószláv nyelvű felirat volt, a tábla ma a szarajevói Nemzeti Múzeumban található). A horvát királyság összeomlása után ezt a területet a bosnyák királyok uralták. A 12. században Trstivica plébániát a Vrhbosnai püspökséghez csatolták, a plébánia pedig a Kraljeva Sutjeskában található kolostorhoz tartozott. Egyes történészek szerint a régi trstivicai plébánia a mai fočai plébánia területén helyezkedett el. A keresztény alapokon nyugvó civilizált társadalom felépítésében Boszniában a legnagyobb érdem minden bizonnyal a ferences szerzeteseknek köszönhető, akik 1291-ben érkeztek Boszniába, majd nem sokkal később a régióba, ahol a mai napig is jelen vannak.
Bosznia 1463-as oszmán uralom alá kerülésével ez a régió a Magyar-Horvát Királyság részét képező, Mátyás király által alapított Jajcai bánság része maradt. Csak 1536-ban, Gázi Huszrev bég Szlavónia elleni támadásával került oszmán uralom alá.
Marijan Pavlović szerzetes, valamint a neretvai Jure és Pavle Papić boszniai ferencesek 1623-as jelentésében az áll, hogy a trstivicai plébánia a Kraljeva Sutjeskában (Curia Bana) található kolostorhoz tartozik. A 17. században Foča környéke a sočanicai plébániához, és talán részben a közeli majevaci plébániához tartozott. A 17. század végén az osztrák-török háború alatt az egész régió elnéptelenedett a katolikus horvátok Prekosavljébe vándorlása miatt. A katolicizmus a 18. század harmincas és negyvenes éveiben éledt újjá. Pavle Dragičević püspök jelentésében leírja, hogy 1742-ben a velikai plébániához többek között Foča is hozzá tartozott, ahol 13 katolikus ház volt és 129 katolikus lakott. Marijan Bogdanović apostoli vikárius 1768-as jelentésében a velikai plébánia települései között megemlíti Fočát is, 37 katolikus házzal és 486 katolikus lakossal. Az önállói fočai római katolikus plébániát 1839-ben alapították, amikor leválasztották a modrani (Plehan) plébániáról. Az nem  teljesen biztos, hogy mióta létezett már káplánságként 1796-tól vagy 1799-től, vagy 1808-tól, amikor elkezdték vezetni az iratokat. 1856-ban kápolnát építettek a fočai plébánián, amelynek helyén 1876-ban egy szerény fatemplomot építettek (ez a mai Szent Rókus kápolna).
A település 1878-ig tartozott az Oszmán Birodalomhoz, ekkor a berlini kongresszus határozata alapján az Osztrák-Magyar Monarchia része lett. 1879-ben az első osztrák-magyar népszámlálás során a Derventi járáshoz tartozó településnek 67 háztartása és 532 római katolikus lakosa volt. 1910-ben a Derventi járáshoz tartozó településen 121 háztartást és 811 római katolikus lakost találtak. A monarchia szétesésével 1918-ban előbb a Szerb-Horvát-Szlovén Királyság, majd 1929-től a Jugoszláv Királyság része lett. 1921-ben a Derventi járáshoz tartozó községnek 925 lakosa volt, melyből 915 római katolikus és 10 muszlim volt. Az 1929-es törvény értelmében, amikor Bosznia-Hercegovinát négy banovinára, Drinskára, Vrbaskára, Zetskára és Primorskára osztották, a település a Vrbaska banovina része lett, amelynek székhelye Banja Luka volt. 1933-ban a Kunara-dombon egy új 34 m x 12,5 m nagyságú templom építése kezdődött, amelynek építése 1942-ben fejeződött be. Ebből az alkalomból jött létre az új ceri plébánia, amely a fočai plébániáról vált ki.
A második világháborúban Jugoszlávia megszállása után a Független Horvát Állam (NDH) része lett. A második világháború után 1992-ig a település a szocialista Jugoszlávia keretében a Bosznia-Hercegovinai Népköztársaság része volt. A boszniai háború alatt az egész falu szenvedett a szerb erőktől, amikor a közeli horvát falvakkal Johovac, Kotorsko és Bukovac településekkel együtt teljesen elpusztult. Az új katolikus plébániatemplom építése még 1990-ben megkezdődött, de 1992-ben a szerb szélsőségesek ezt is lerombolták, továbbá felgyújtották a bukovaci és johovaci filiális templomokat, a foča gornjai kápolnákat és a fočai Szent Rókus fogadalmi kápolnát. Az összes katolikus horvátot kiűzték. A boszniai háborút lezáró daytoni békeszerződés rendelkezése alapján az ország területét felosztották a Bosznia-hercegovinai Föderáció és a boszniai Szerb Köztársaság között. A békeszerződés utáni területmegosztási megállapodás értelmében a település a Boszniai Szerb Köztársasághoz és Doboj községhez került. A lakosság kis részének visszatérése 2000-ben kezdődött. 2001. április 15-én, húsvétkor egy ideiglenes harangtornyot szenteltek fel a Kunara-dombon. Így közel 9 év után ismét hallatszott a harangok hangja ezen a vidéken.

## Nevezetességei
- Szűz Mária Szeplőtelen Szíve tiszteletére szentelt római katolikus plébániatemploma 2011-ben épült. Az 1942-ben épült régi templomot egy földcsuszamlás (még 1990-ben) miatt le kellett bontani, ezért ugyanebben az évben újat építettek. A szerb erők elpusztították. A plébániaházat 1984/85-ben építették egy 1936-ban épült, működésképtelen ház helyén. A szerb erők 1992. május 8-án és 9-én kifosztották és teljesen lerombolták.[9] A fočai Mária Szeplőtelen Szíve plébániához a következő települések tartoznak: Bukovac (filia, templommal), Foča, Johovac (filia, templommal), Komarica (részben), Prnjavor (részben) és Vranduk.

- A Szent Rókus kápolna 1942 körül épült. 1992-ben ezt is lerombolták.[9]